# Mezjdunarodnyj aeroport "Karakol"
Mezjdunarodnyj aeroport "Karakol" (ryska: Международный аэропорт "Каракол") är en flygplats i Kirgizistan. Den ligger i den östra delen av landet, 300 km öster om huvudstaden Bisjkek. Mezjdunarodnyj aeroport "Karakol" ligger 1 701 meter över havet.
Terrängen runt Mezjdunarodnyj aeroport "Karakol" är platt åt nordväst, men åt sydost är den kuperad. Runt Mezjdunarodnyj aeroport "Karakol" är det tätbefolkat, med 297 invånare per kvadratkilometer. Närmaste större samhälle är Karakol, 2,2 km sydväst om Mezjdunarodnyj aeroport "Karakol". Trakten runt Mezjdunarodnyj aeroport "Karakol" består i huvudsak av gräsmarker.